# アウトレンジ戦法
アウトレンジ戦法（アウトレンジせんぽう）とは、敵の火砲や航空機の航続距離など相手の射程外から一方的に攻撃を仕掛ける戦術および戦闘教義のこと。「アウト・レンジ」という表記も見られるが英語では一語（outrange, v.t.）である。

## 砲撃戦
アウトレンジの原理は単純で、敵艦の砲の射程外に自艦を置いて砲撃すれば、命中率は多少悪くとも一方的に損害を与えることができる。第一次世界大戦のフォークランド沖海戦ではイギリスの巡洋戦艦隊がドイツの装甲巡洋艦隊をアウトレンジしてほぼ無傷の決定的勝利を収めた。通常、このような状況では劣勢の側が戦いを避けるのだが、当時新式の巡洋戦艦は射程と速力の両方において旧式の装甲巡洋艦より優っており、ドイツ側は逃げることができなかった。
日米開戦以前、日本海軍はワシントン海軍軍縮条約（1922年）やロンドン海軍軍縮条約（1930年）により戦艦・航空母艦・巡洋艦の保有数が制限された。このため仮想敵国と想定していた、数で勝るアメリカ海軍を艦隊決戦で打ち砕くため模索したのがアウトレンジ戦法だった。そのため、決戦主義において主砲の有効射程で勝る大和型戦艦を建造した。
戦艦「大和」が建造された当時、英米の戦艦は40センチ砲を装備し砲撃距離は3万メートルであったが、「大和」は46センチ砲を装備し砲撃距離は4万メートルであった。
水平線以遠の目標に対しては艦に搭載した観測機を飛ばして着弾観測を行なうが､安定して観測するには制空権が不可欠である｡戦前は航空機で戦艦を撃沈するのは困難と考えられていた｡

## 航空戦
第二次世界大戦の太平洋戦争における1944年（昭和19年）6月中旬、サイパン島の戦いにともなうマリアナ沖海戦で、第三艦隊司令長官小沢治三郎中将が率いる日本海軍の第一機動艦隊が、新鋭艦上機（艦上爆撃機彗星、艦上攻撃機天山）の航続距離の長さを生かしてアウトレンジ戦法を行った。しかし6月19日に潜水艦の奇襲で正規空母「大鳳」（小沢長官旗艦）と「翔鶴」が沈没、6月20日の戦闘で貨客船改造空母「飛鷹」が沈没、艦載機378機被撃墜などの甚大な被害を出し「マリアナの七面鳥狩り」と呼ばれ、アメリカ軍に敗北した。
小沢は
「ミッドウェー海戦で日本がやられたように敵空母の飛行甲板を壊すこと」
「相討ちはいけない、負ける」
「味方の艦を損傷させてはいけない、人命より艦を尊重させる、飛行機は弾丸の代わりと考える」
「ミッドウェーの失敗を繰り返さないように絶対に敵より先に漏らさず敵を発見する、攻撃兵力を割いても索敵する、三段索敵を研究せよ」
「陣形は輪形陣でなければならない」
と幕僚に指示し、攻撃は2段とし、まず爆戦（戦闘爆撃機に改造した零式艦上戦闘機）で編成された特別攻撃隊が先制奇襲して敵空母の飛行甲板を破壊し、主隊の飛行機で反復攻撃し撃破、追撃は前衛戦艦が全軍突撃するという案にした。小沢は戦後、防衛庁戦史室でのインタビューに「彼我の兵力、練度からしてまともに四つに組んで戦える相手ではないことは百も承知。戦前の訓練、開戦後の戦闘様相を考え、最後に到達した結論は『アウトレンジ、これしかない』であった。戦後になってアウトレンジは練度を無視した無理な戦法とか、元から反対だったとか言い出した関係高官が出て来たが、当時の航空関係者は上下一貫してこの戦法で思想は一致していた。」と語っている。
日本海軍の敗因は、そもそもエセックス級航空母艦とインディペンデンス級航空母艦と多数の護衛空母および強力な高速戦艦を擁するアメリカ海軍の第5艦隊に対し、日本海軍の小沢機動部隊（正規空母3、商船改造中型空母2、軽空母4）は圧倒的に劣勢であった。
日本側は奇策に頼るしか勝ち目がなく、そしてアウトレンジ戦法を採用した。その結果、搭乗員が実際の戦闘までに2時間半程度もの長時間飛行を強いられ、方向を間違えて行方不明になったり途中で撃墜される機が続出したこと、アメリカ軍が高度なレーダーと無線電話で防空部隊を統制できた上に、近接信管（VT信管）装備の対空砲により濃密な艦隊防空能力を誇っていたことが挙げられる。
ジャーナリストで軍事評論家の伊藤正徳は著書『連合艦隊の最後』にて、第58任務部隊の上空に辿りついた日本軍攻撃隊が密雲のため攻撃機会を棒に振ったこと、アメリカ空母艦長が「日本機がレーダーを持っていなかったので雲下の我々を発見できなかった」と評したことを踏まえ、「（天候が日米双方の幸運でもあり障害にもなった）ところが、それが米軍の好運となり、日本軍の不運となった二重の損得 ～死活的相違は～ 一に日本機がレーダーの眼を持たなかったからだ　即ち日本は兵術の上で敵をアウトレンジしたが、惜しむべし、機械力の上で完全にアウトレンジされてしまったのである。」と評した。また日本の空母群が遠くにいたためアメリカ軍は当初は航空攻撃ができなかったが、そのために戦闘機を攻撃隊の掩護に割く必要がなく全戦闘機を防御に使うことができた。
このアウトレンジ戦法に対して反対意見もあった。第二航空戦隊参謀奥宮正武少佐は、議論までしなかったが、空母「大鳳」の打ち合わせで、練度に自信がないため、反対意見を述べたという。また、角田求士は海戦後、搭乗員から「打ち合わせで遠距離攻撃は現在の技量では無理と司令部と議論した」と聞いたという。軍令部航空参謀源田実中佐は、搭乗員が環境になじむための飛行が必要であり、航続距離一杯だと攻撃も窮屈になり、回収できる帰還機も回収できず、搭乗員への負担も大きく心理的にも悪影響として飛行距離は150海里から250海里が妥当と考えて、現地に出張した際に小沢の幕僚に忠告したという。
第六五二海軍航空隊の飛行隊長として出撃した阿部善朗大尉は、日本の機体は防御力を犠牲にして航続距離を伸ばしたためアウトレンジは可能だが、航法誤差が大きくなるため技量が必須であり、「お前らは火の中に飛んで行け、俺は川の向こう側にいるぞ」というのと同じで攻撃隊の士気が高まらないという。また、攻撃隊搭乗員にのみ過重な負担を強いることになった。刺し違える覚悟で200マイルに肉薄して攻撃隊を放つべきだった。そうすれば七面鳥でももっと多く敵空母を攻撃しえたはず、たとえ負けても帝国海軍の武勇を示し多少なりとも死に花を咲かせえたと思うという。

## センサー
アウトレンジの原理はレーダー、ソナーなどセンサーの探知距離にも応用できる。たとえば攻撃型潜水艦Aが敵の弾道ミサイル潜水艦Bを追跡しているとする。Aのソナーは距離5,000メートルでBを探知でき、Bのソナーは3,000メートルまで近づかないとAを探知できないとすると、AはBを探知した上で距離を4,000メートル前後に保つよう運動すれば、一方的に相手の居場所がわかっている状態にでき、いつでも（たとえば戦争勃発直後やBがミサイル発射態勢に入った瞬間に）魚雷を発射してBを沈めることができる。

## スタンドオフ
現代戦において長射程の巡航ミサイルなどが敵の対空砲・ミサイルの射程外から攻撃できるのもまさにアウトレンジの原理であるが、ことばとしては攻撃者が敵の射程の「外に立つ」という意味で「スタンドオフ (standoff) 能力」「スタンドオフ・ミサイル」と呼ばれることが多い。このことばは滑空爆弾や短距離弾道ミサイル (SRBM) についても使われる。